# Femvägaskälet
Femvägaskälet/Femvägsskälet är också namn på ett antal andra vägkorsningar i Sverige, till exempel i Västra Frölunda i Göteborg.

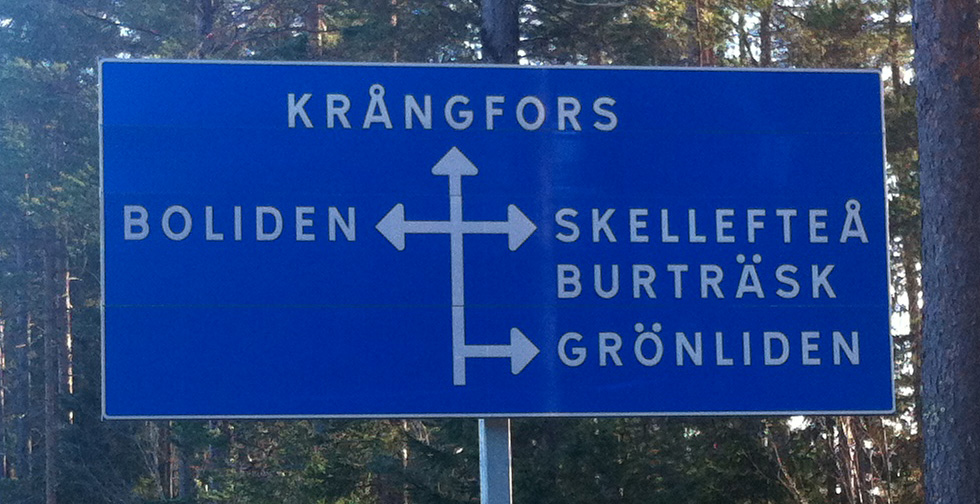
Femvägaskälet sett från Bastuträskvägen, med den femte (flyttade) vägen, till Grönliden.

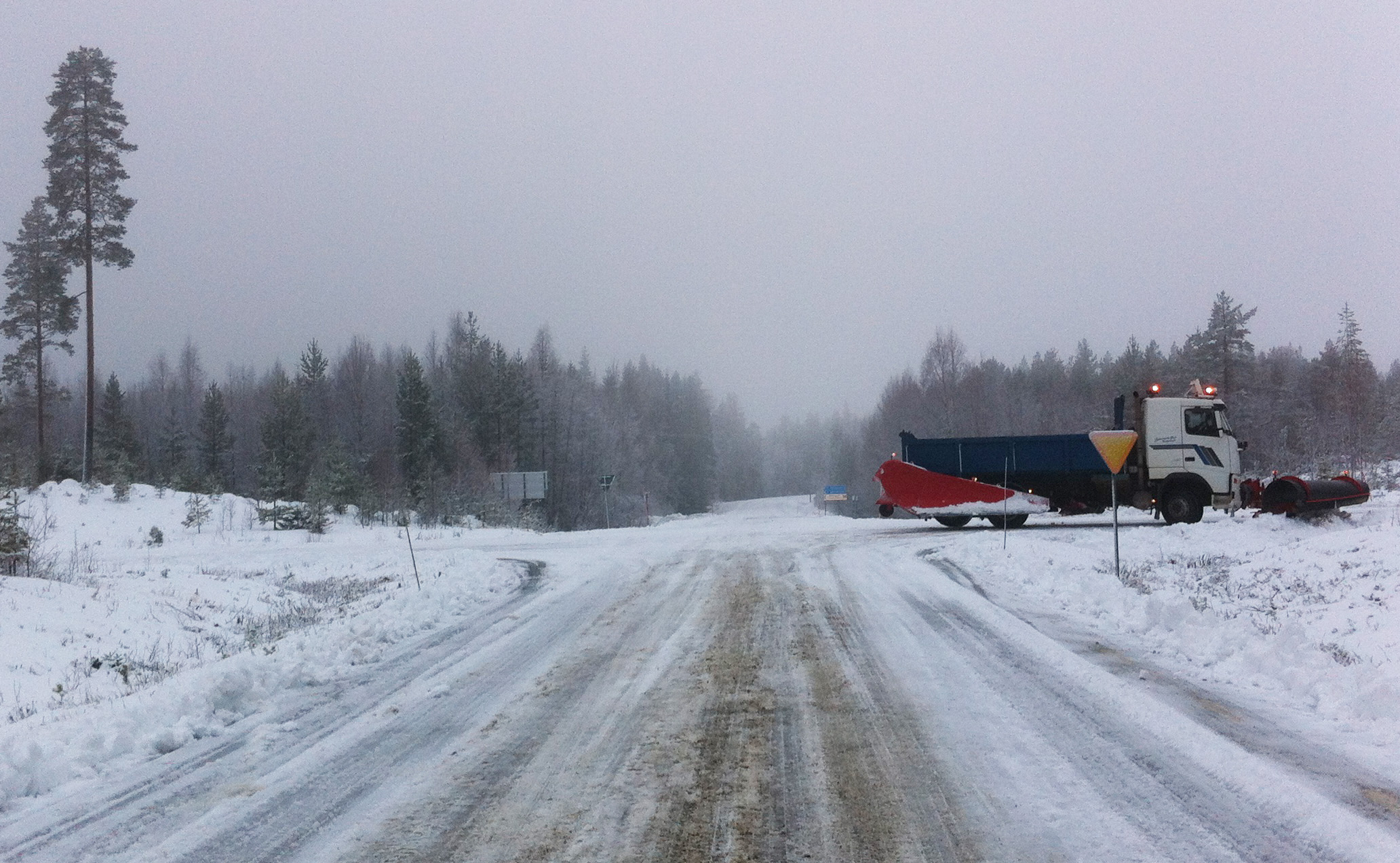
Femvägaskälet sett från Krångforshållet. T.h. plogbilen på väg mot Boliden, t.v. Skråmträskvägen och rakt fram Bastuträskvägen och den femte (numer kort flyttad) vägen, vägen till Grönliden/Rismyrliden.

Femvägaskälet är en vägkorsning 9 km väster om Krångfors i Västerbotten, där fem vägar möts. Dessa är de sekundära länsvägarna AC 791, AC 805 och AC 799. Av trafiksäkerhetsskäl är den sistnämnda idag förskjuten något, genom att de andra vägarna flyttats.
Man kan åka mot Krångfors (AC 791), Boliden (AC 805), Bjurfors-Skråmträsk (AC 805), Grönliden (Rismyrliden, AC 799) och Röjnoret–Bastuträsk (AC 791). Numera är det en vanlig fyrvägskorsning då den största vägen, väg 805, mellan Boliden och Skråmträsk flyttats hundra meter ut mot Krångfors. Men namnet lever kvar och står på och i formella kartor och handlingar.

Cykelleden Sverigeledens sträcka 3H Karungi–Boden–Rusksele passerar Femvägaskälet på sin väg genom Västerbotten.

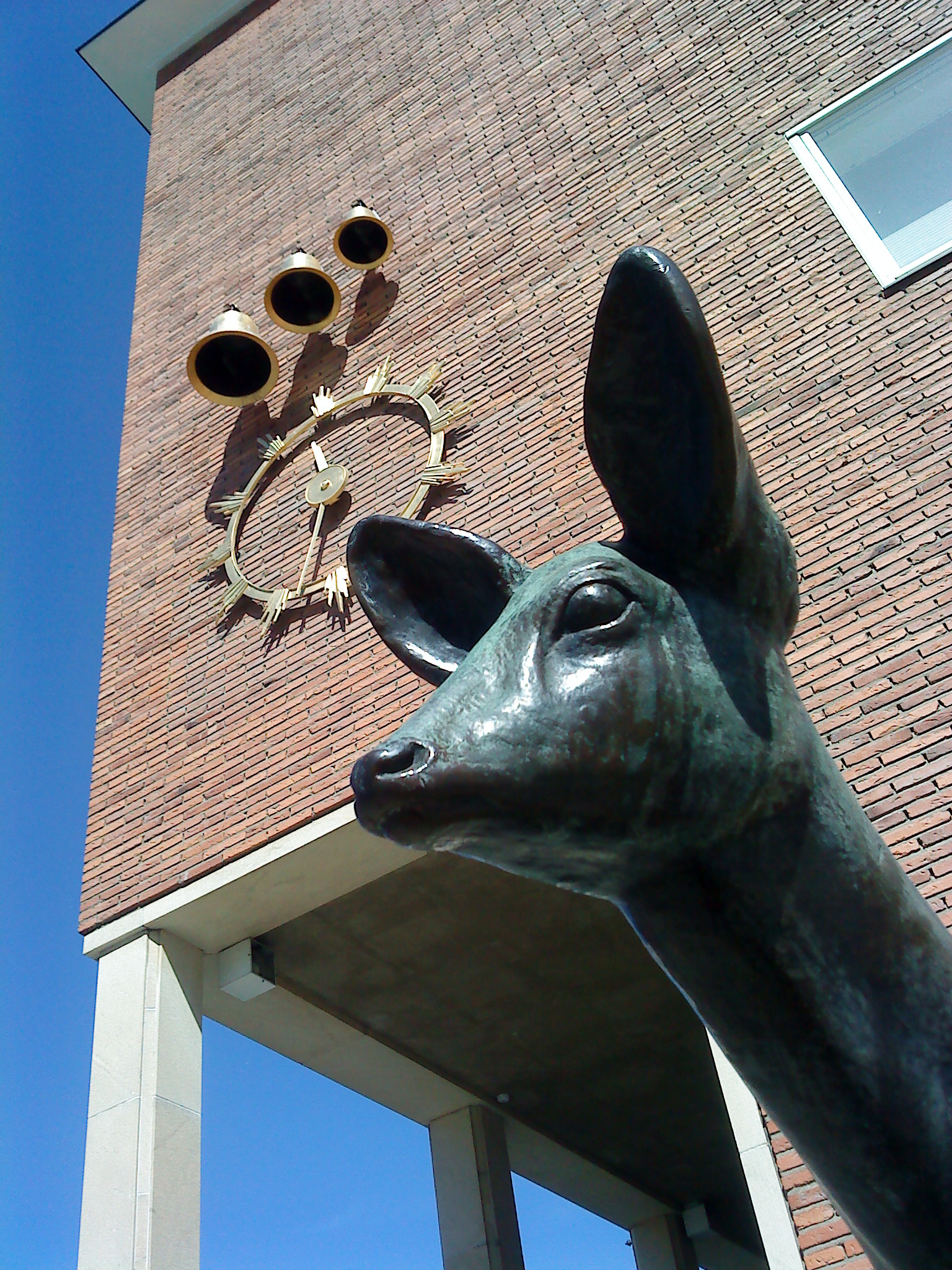
Rådjuret nu tillbaka från Femvägaskälet.

Det var vid Femvägaskälet som Arvid Knöppels skulptur Rådjur slutligen påträffades i slutet av maj 2004, halvannat år efter att den i februari 2003 sågats loss från sitt fäste utanför förra Stadshuset i Skellefteå. Efter nödvändig renovering firades ”Rådjurets” återkomst den 25 september 2004 med en högtidlig invigning.